# Білі берети
Білі берети — медичний загін спецпризначення, створений навесні 2014 року. 

## Мета
Метою діяльності «Білих беретів» є
- підготовка фахівців, які б володіли знаннями та навичками у галузях надання першої домедичної допомоги, організації надання медичної допомоги у надзвичайних, екстрених ситуаціях, при введенні воєнного стану та при масових заходах;
- забезпечення керування в разі необхідності мобільними медичними пунктами, члени яких мають знання та навички, управління та координація медичною службою на полі бою;
- в мирний час при потребі підсилення будь-якого підрозділу, бригад швидкої допомоги, міліції, чи МНС кваліфікованою лікарською допомогою;
- забезпечення долікарської медичної допомоги під час масових заходів, до приїзду швидкої допомоги.

## Склад
До складу організації входять медики і студенти, які на волонтерських засадах надавали медичну допомогу бійцям добровольчих загонів і Збройних сил України.

## Вишколи
Вишколи волонтерів-медиків проводяться на базі начально-оздоровчого комплексу Тернопільського державного медичного університету «Червона калина».

### Перший вишкіл
Перший вишкіл, у якому взяли участь понад 60 лікарів-волонтерів Київської, Вінницької, Сумської, Харківської областей, відбувся 14–16 листопада 2014 року.

### Другий вишкіл
Другий всеукраїнський вишкіл, у якому взяли участь понад сто медиків-волонтерів (80% учасників уже були на передовій), відбувся 12–14 червня 2015 року.

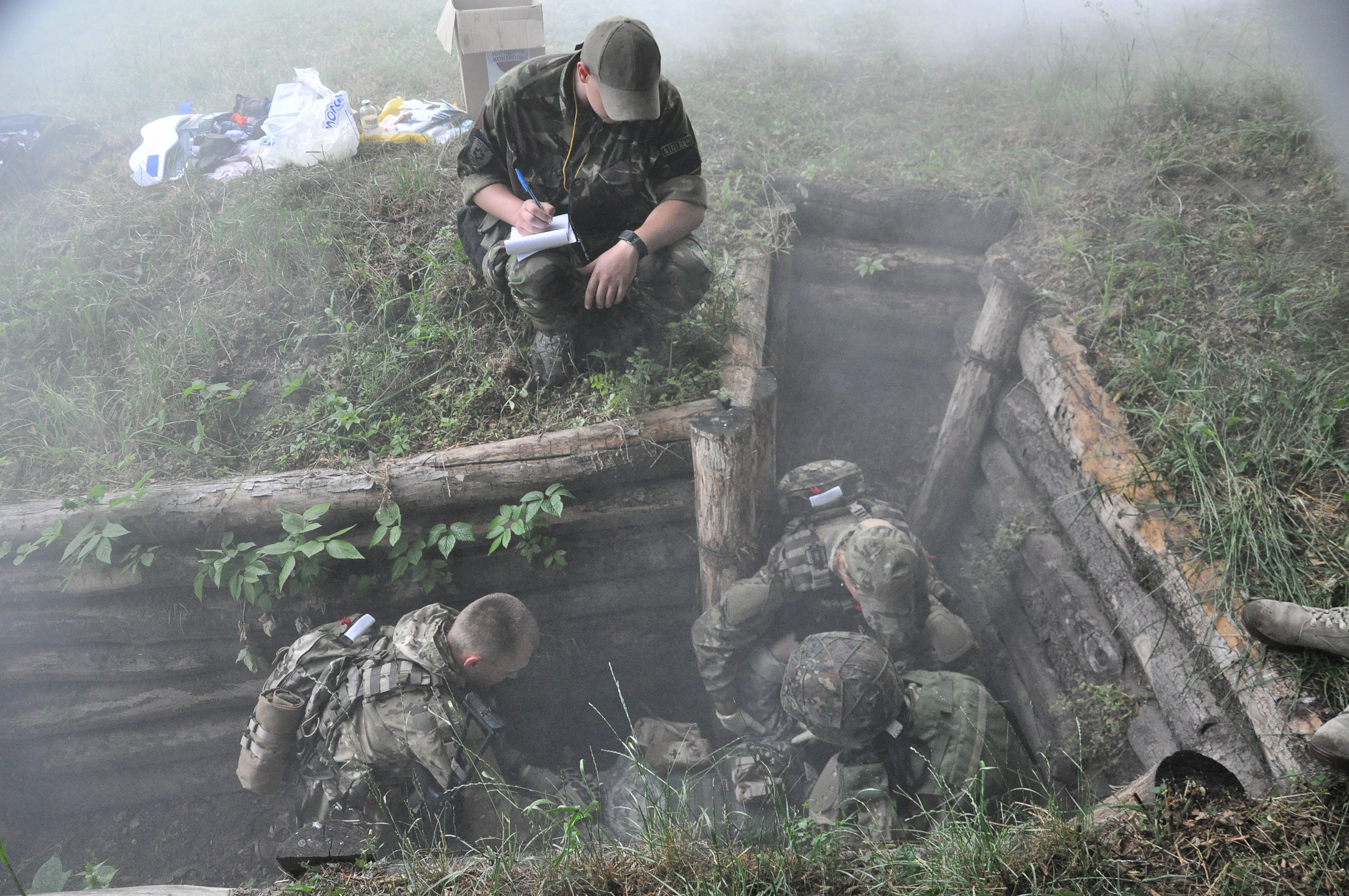
Вишкіл
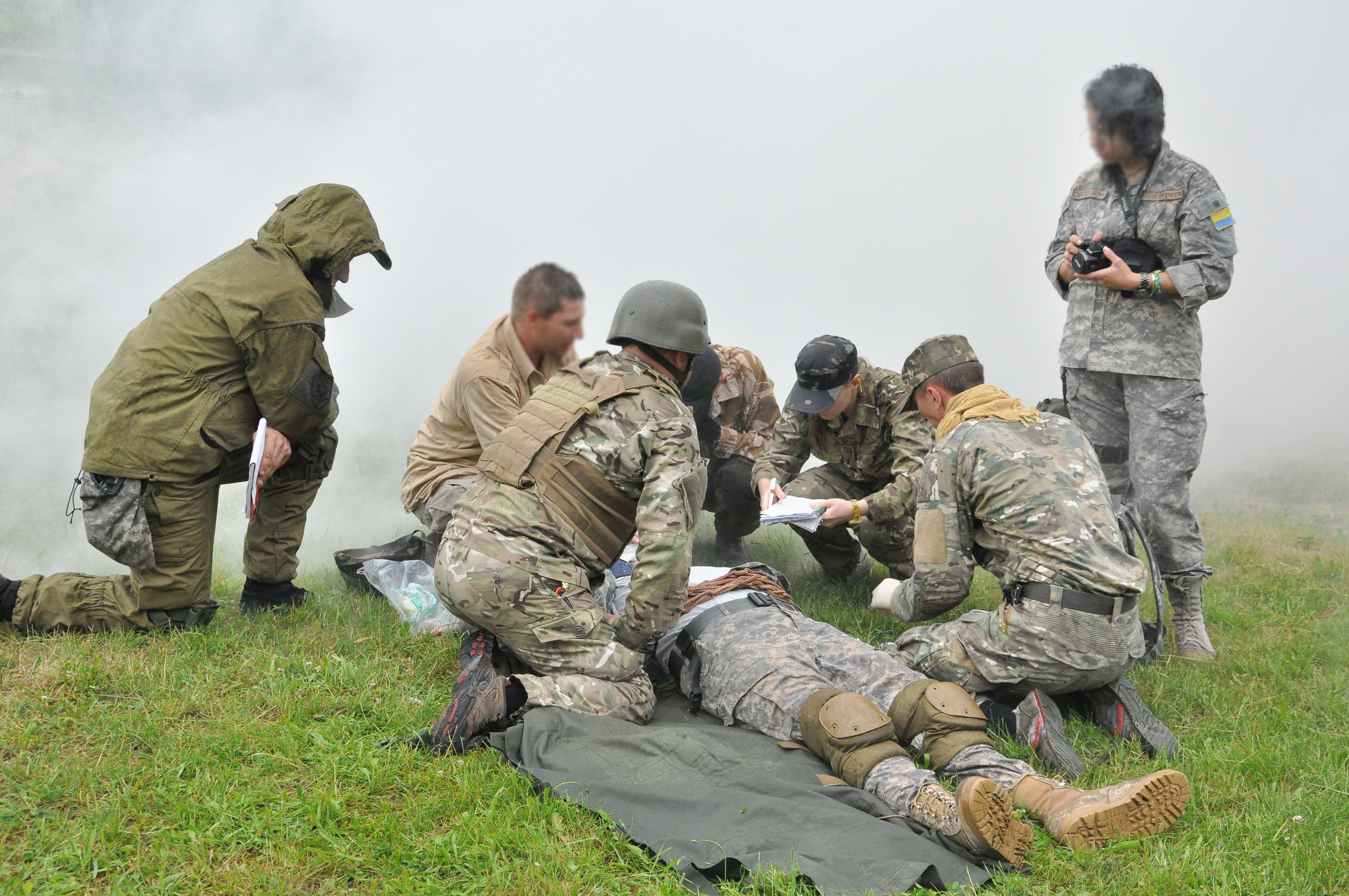
Вишкіл